# Télégramme Göring

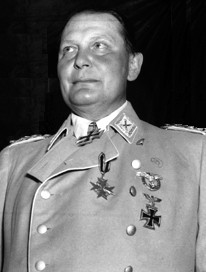
Hermann Göring, le 9 mai 1945.

Le « télégramme Göring » est un télégramme envoyé le 23 avril 1945 par Hermann Göring à Adolf Hitler, réfugié dans le bunker de la chancellerie du Reich. Dans ce télégramme, Hermann Göring, conscient de la réalité de la situation institutionnelle du Reich, sollicite l'autorisation d'appliquer les dispositions prévues par le décret du 29 juin 1941.  

## Contexte
Le 29 juin 1941, une semaine après le déclenchement de l'opération Barbarossa, un décret fait de Göring la seconde figure du Troisième Reich, Hitler le désignant son délégué à vie et son successeur dans l'éventualité de sa mort. Pour être appliqué, ce décret doit être officialisé par une signature du Führer. 
Après une cérémonie organisée dans le Führerbunker le 20 avril 1945 pour le 56e anniversaire de Hitler, Göring déserte sa propriété de Carinhall et quitte Berlin pour Berchtesgaden, justifiant son départ par la nécessité de prendre le commandement de la Luftwaffe,. 

### Situation militaire
Le 22 avril 1945, dans Berlin alors partiellement encerclé par les troupes soviétiques, Hitler, apprenant le refus de Felix Steiner de lancer une offensive chimérique pour débloquer la capitale du Reich, semble en proie à un sentiment de désespoir. Lors de cette crise larmoyante, admettant la guerre perdue, il semble renoncer au pouvoir au profit de Hermann Göring, conformément au décret de 1941, désignant ce dernier comme son successeur.

### Situation politique et institutionnelle
Le Troisième Reich se caractérise par une lutte permanente des acteurs du régime autour de Hitler ; les dernières semaines du régime ne font pas exception à la règle. Ainsi, Göring connaît depuis longtemps une perte d'influence ; il reste néanmoins le successeur désigné d'Hitler, mais il redoute d'être supplanté par Martin Bormann, Heinrich Himmler ou Joseph Goebbels. 
Dans cette configuration, le Reichsmarschall demande si le décret de 1941, régissant la succession de Hitler, peut entrer en application. Dans le contexte particulier de la fin du mois d'avril 1945, Göring fixe une date butoir pour la réponse.
Le 25 avril, le général Karl Koller, chef d'état-major de la Luftwaffe, synthétise les conséquences institutionnelles de la crise de désespoir de Hitler, telle que celle-ci lui a été rapporté par l'un de ses subordonnés, témoin de la scène.

## Texte intégral du télégramme

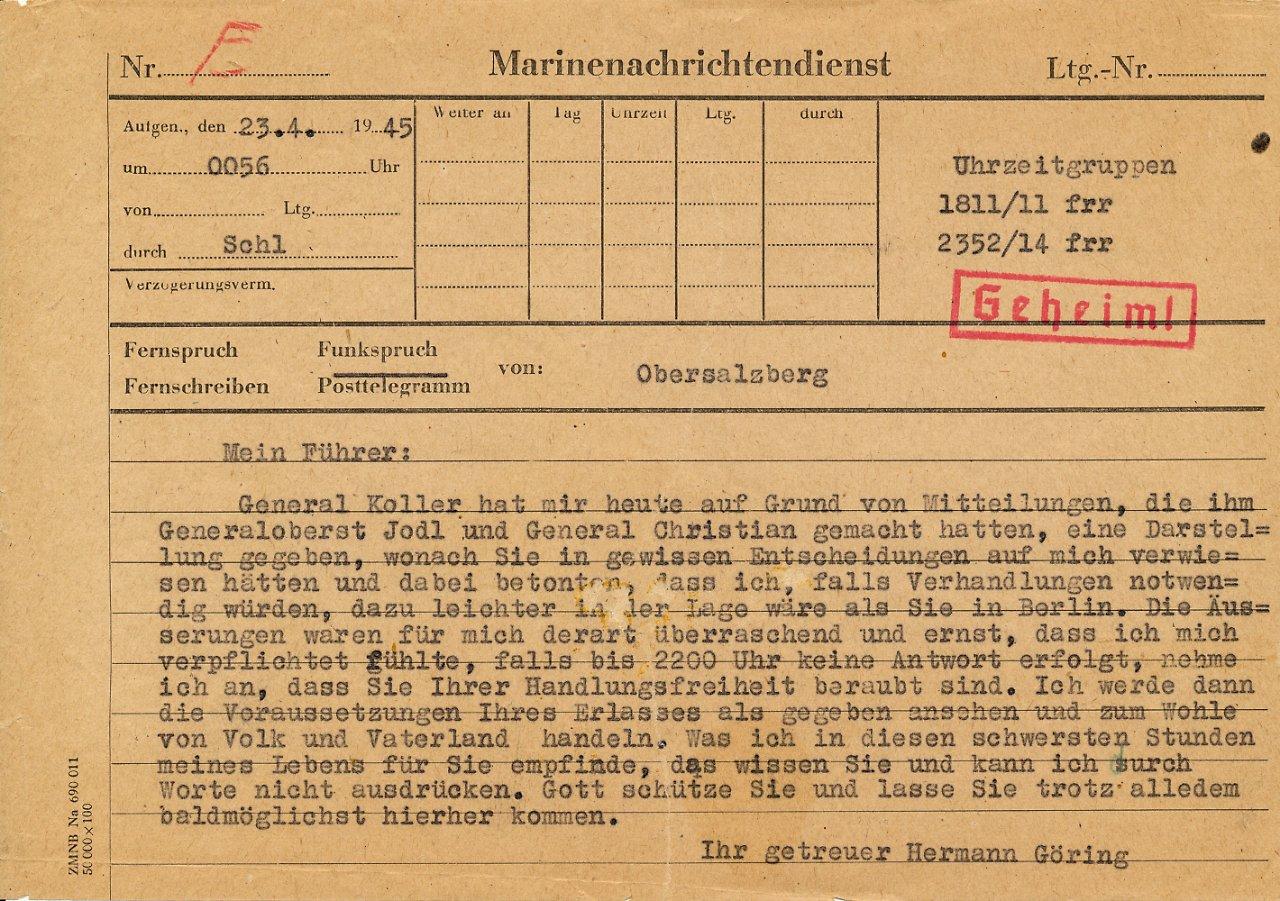
Copie carbone du télégramme, destinée à Martin Bormann

« Mein Führer:
Le général Koller m’a résumé aujourd’hui les communications qu’il a reçues du Generaloberst Jodl et du général Christian, selon lesquelles vous m’avez délégué certaines décisions, et mis en évidence qu’au cas où des négociations s’avéreraient nécessaires, je serais en meilleure posture pour les mener que vous qui êtes à Berlin. Ces informations m’ont parues tellement surprenantes et sérieuses que je me sens forcé de supposer, si je n’ai pas reçu de réponse avant 22 heures, que vous avez perdu votre liberté d’action. Je considérerai alors les conditions de votre décret [du 29 juin 1941] comme remplies et agirai pour le bien de la Nation et de la Patrie. Vous savez ce que je ressens pour vous dans ces heures les plus difficiles de ma vie, et que je ne puisse l’exprimer avec des mots. Dieu vous protège et vous permette malgré tout de venir ici au plus tôt.
Votre dévoué Hermann Göring ».

## Réactions

### Au sein du Reich
Ce télégramme envoyé le 23 avril 1945 à 17 h 43 parvient à Hitler aux alentours de 21 h 0. Il est présenté à Hitler de façon tendancieuse par Bormann, le rendant furieux. Le soir même à 20 h 0, Hitler envoie un télégramme à Göring lui interdisant de prendre toute initiative dans le domaine politique ; dans ce même télégramme, Hitler annule le décret du 29 juin 1941
Le commandant en chef de la Luftwaffe répond par un télégramme à 0 h 56 dans lequel il confirme son allégeance. 
Le lendemain à 11 h 45, Hitler dicte un télégramme encore plus clair : Göring y est accusé de haute trahison, et, de ce fait, condamné à mort. Cependant, Hitler, considérant le rôle de Göring dans l'histoire du NSDAP, le somme de renoncer à toutes ses fonctions en invoquant le motif d'une grave maladie. De nouveaux successeurs sont désignés : Joseph Goebbels et Karl Dönitz. 
Albert Speer, alors présent dans le Führerbunker, en a notamment rapporté la scène dans le livre Au cœur du Troisième Reich. Il y explique que « cette trahison de Göring a initié une crise importante dans la dégradation psychologique d'Hitler et a précipité la désintégration de ce qui restait du Troisième Reich ».

### Disgrâce et mise aux arrêts
Göring démissionne de toutes ses fonctions, officiellement pour des raisons de santé,. 
Le maréchal du Reich est mis aux arrêts vers 23 h, à l'Obersalzberg
Martin Bormann, sans en référer à Hitler, avance ses propres pions. Disposant de ses propres services de communication dans le Führerbunker, il demande le lendemain par télégramme au commandant SS chargé de surveiller Göring de l'exécuter une fois Berlin prise par les Soviétiques. Göring, mis aux arrêts au Berghof, n'est pas exécuté, le commandant SS jugeant que cette exécution n'a plus grand sens après la chute de Berlin et la mort d'Hitler. Ultime humiliation, Hitler dépouille Göring de ses derniers pouvoirs. Dans un dernier télégramme, il le chasse du parti,.

## Devenir du document
Une copie de ce télégramme est récupérée par les Soviétiques lors de la prise de Berlin. 
Le 8 mai 1945, le capitaine américain Benjamin Bradin ramasse dans le Führerbunker une brassée de documents, dont l'original du télégramme. Il les ramène avec lui, en Caroline du Sud. En 1958, son fils James Bradin, étudiant et futur colonel de l'armée, exhume ces documents et décide d'écrire sa thèse sur le sujet. C'est un de ses professeurs, Robert Rieke, qui se rend compte de l'importance historique de ce télégramme qui est mis aux enchères le 11 juillet 2015 pour 15 000 dollars. Il est vendu 54 675 dollars dollars à un acheteur américain anonyme.